# めたもるふぉ〜ぜ 〜変容! 変身!! 大変態っ!?〜
『めたもるふぉ〜ぜ 〜変容! 変身!! 大変態っ!?〜』（めたもるふぉーぜ へんよう へんしん だいへんたいっ）は、2008年9月19日にRe:verseより発売された日本のアダルトゲームである。

## 概要
softhouse-sealの姉妹ブランド・Re:verseの第4作。変身能力を手に入れた主人公が他人になりすまし、ヒロインたちと性行為する『変身コミカルレイプADV』と銘打たれている。
また、ヒロインに眼鏡をつけたり外したりすることができる機能もある。

## 登場人物
僕
主人公。
物語が始まる数年前に、謎の高熱と吐き気で1週間苦しみぬいた結果、変身能力が身についた。
支倉 榛名（はせくら はるな）
声 - 春河あかり
12月2日生まれ。157cm B85/W54/H84
主人公の昔馴染みで、最近恋人になった。
植田 恋香（うえだ れんか）
声 - 誠樹ふぁん
10月19日生まれ。169cm B93/W60/H87
サディスティックな令嬢で、ファッションモデルとしても活動している。
竹本 彩音（たけもと あやね）
声 - 誠樹ふぁん
9月9日生まれ。162cm B87/W61/H88
主人公のバイト先の先輩。店長の不倫相手だが、店長の家族に対して申し訳なく思っている。
相葉 和水（あいば なごみ）
　声 - 秋葉モモ代
8月4日生まれ。148cm B72/W47/H73
主人公のバイト先の後輩で、彼氏持ち。
桂 知佳（かつら ちか）
声 - 秋葉モモ代
6月24日生まれ。152cm B84/W56/H85
恋香の親戚にして、妹分である令嬢。
清水 絵里（しみず えり）
声 - ノエル
7月14日生まれ。165cm B90/W60/H88
教会に勤める修道女。かつて一度だけ不倫を犯したことを後悔している。
伊藤 真理亜（いとう まりあ）
声 - ノエル
12月25日生まれ。149cm B76/W48/H75
少々派手な格好の美大生。

## スタッフ
- 原画 - 神谷ともえ
- シナリオ - 草薙